# August Schwartz

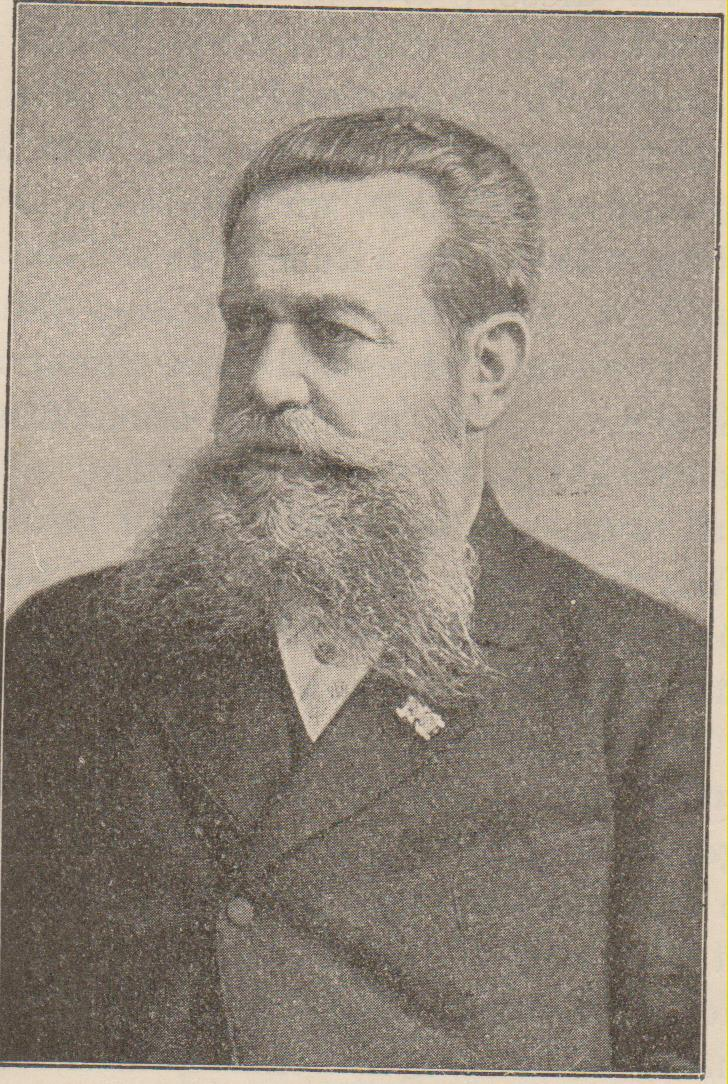
Porträtbild von August Schwartz

August Schwartz (* 29. Mai 1837 in Dortmund; † 23. Mai 1904 in Oldenburg (Oldb)) war Drucker, Buchhändler und gilt als „Erfinder“ der Ansichtskarte. Er war der erste Deutsche, der eine bebilderte Postkarte druckte und verschickte. Zu dieser Zeit gab es schon Vorläufer, die aber nicht als Postkarten gelten.

## Erfinder der Postkarte

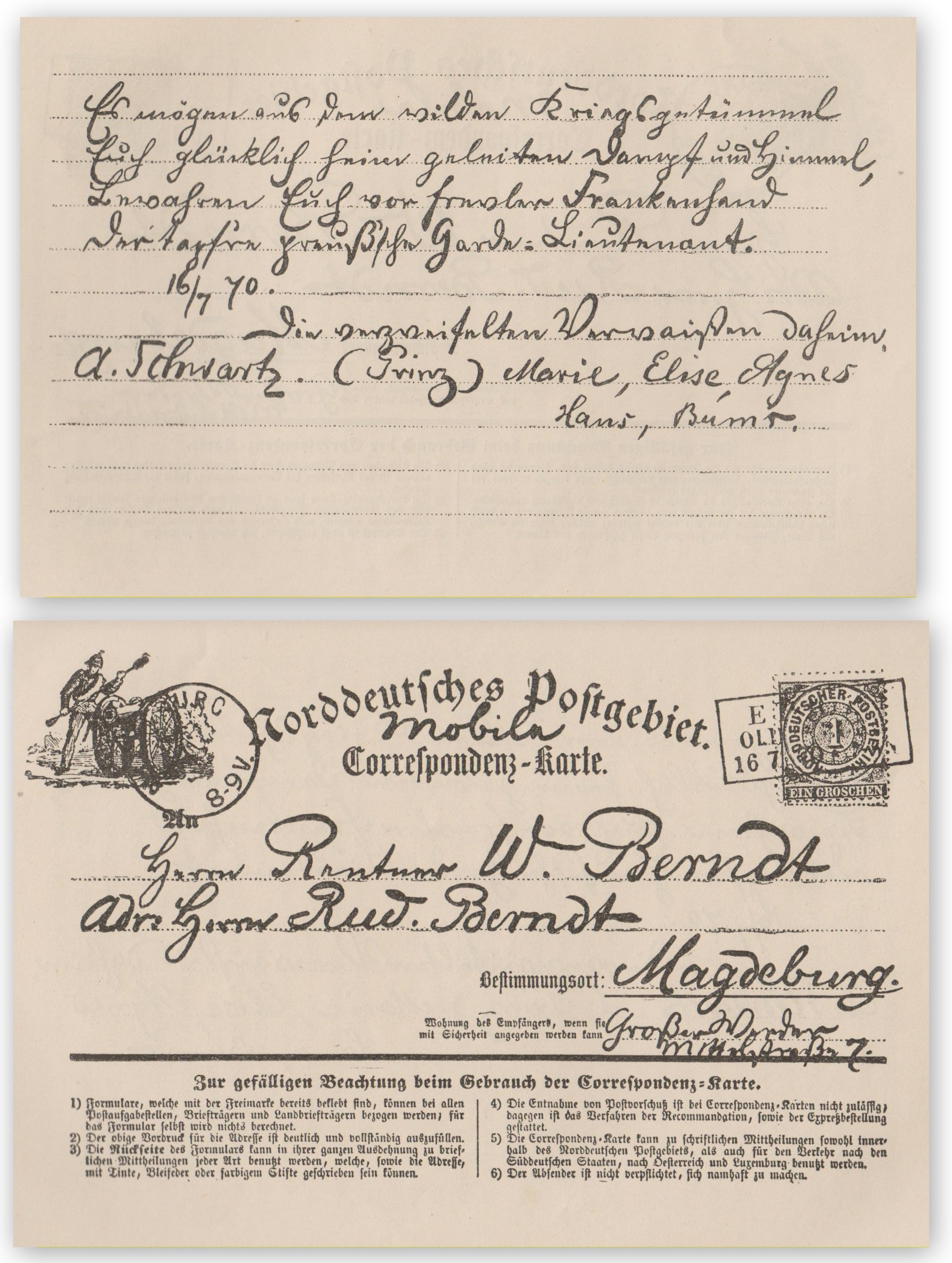
Die erste deutsche bebilderte Postkarte vom 16. Juli 1870

Schwartz verschickte bereits am 16. Juli 1870, also etwas mehr als zwei Wochen nach der Einführung der Postkarte im Norddeutschen Bund, eine bedruckte Postkarte an seine Schwiegereltern in Magdeburg. Die Karte hatte ein kleines Artilleriebildchen als nachträglichen Zudruck auf der Adressseite links oben. Das Bildmotiv wählte er wegen der damals laufenden Mobilmachung für den Deutsch-Französischen Krieg aus, und der Text bezieht sich ebenfalls darauf. Wegen des seltenen Rechteckstempels, mit dem die Briefmarke entwertet ist, wird angenommen, dass die Karte keine Fälschung ist. Im Herbst 1875 brachte er außerdem eine kleine Auflage Ansichtskarten von 25 Stück in den Handel und war damit einer der ersten kommerziellen Ansichtspostkartenverleger überhaupt.

## Karriere
Schwartz hatte nach dem Besuch des Gymnasiums und einer abgebrochenen Bergmannslehre kurzzeitig ab 1859 in Bonn ein Studium der Philosophie aufgenommen, musste dies jedoch aufgrund der preußischen Mobilmachung während des Sardinischen Krieges noch im selben Jahr abbrechen und wurde zum Militärdienst eingezogen. Nebenbei hörte er allerdings weiter Vorlesungen an der Berliner Universität. 1861 kam Schwartz nach Oldenburg, als er eine Lehre in der Buchhandlung von Carl Ferdinand Schmidt am Markt 13 begann.
In Oldenburg knüpfte er schon bald enge Kontakte zu dem Dramaturgen und Schriftsteller Julius Mosen und gab dessen erste Werkausgabe 1863 ermöglicht durch eine von Schwartz angeregte Subskription heraus. 1863 heiratete er Maria Berndt (1842–1921), die Tochter Johann Wilhelm Berndts (1808–1877), Inhaber des Betriebes Schulzsche Buchhandlung (ab 1875 Hof-Buchhandlung und Hof-Buchdruckerei) in Oldenburg am Schlossplatz. Bald darauf trat Schwartz in den Betrieb seines Schwiegervaters ein, den er bis 1884 gemeinsam mit seinem Schwager Karl Berndt, nach dessen Tod allein und seit 1893 mit seinem Sohn Rudolf (1865–1943) führte.
Schwartz war bemüht, den Verlag, das Sortiment und die Druckerei beständig auszubauen. Als Verleger aber auch als Freund stand er heimischen oldenburgischen Autoren, wie etwa Hermann Allmers, Arthur Fitger, Heinrich Bulthaupt und Georg Ruseler, nahe. Schwartz gab außerdem eine Liedersammlung heraus, die sechzehn Auflagen erlebte. 1880 druckte er in seiner Druckerei das erste Oldenburger Adressbuch.
Die Grabstätte von August Schwartz befindet sich auf dem Gertrudenfriedhof (Oldenburg) in Oldenburg.

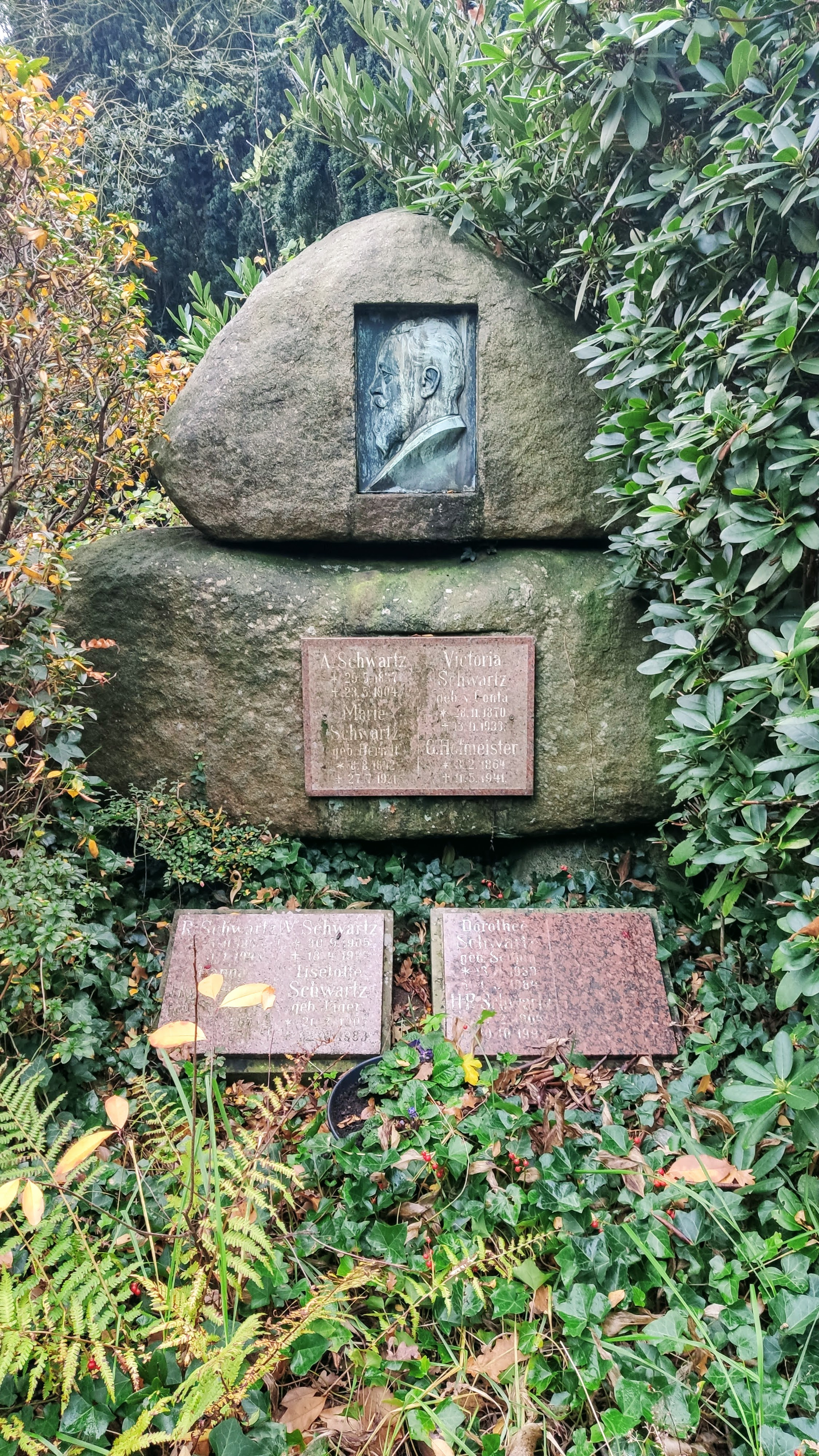
Grabstätte von August Schwartz (Erfinder der Ansichtskarte) auf dem Gertrudenkirchhof in Oldenburg